# Zoom

Zjednodušený princip zoomu: jednoduchá čočka vlevo představuje základní objektiv, tři další čočky znázorňují teleskopickou optickou soustavu

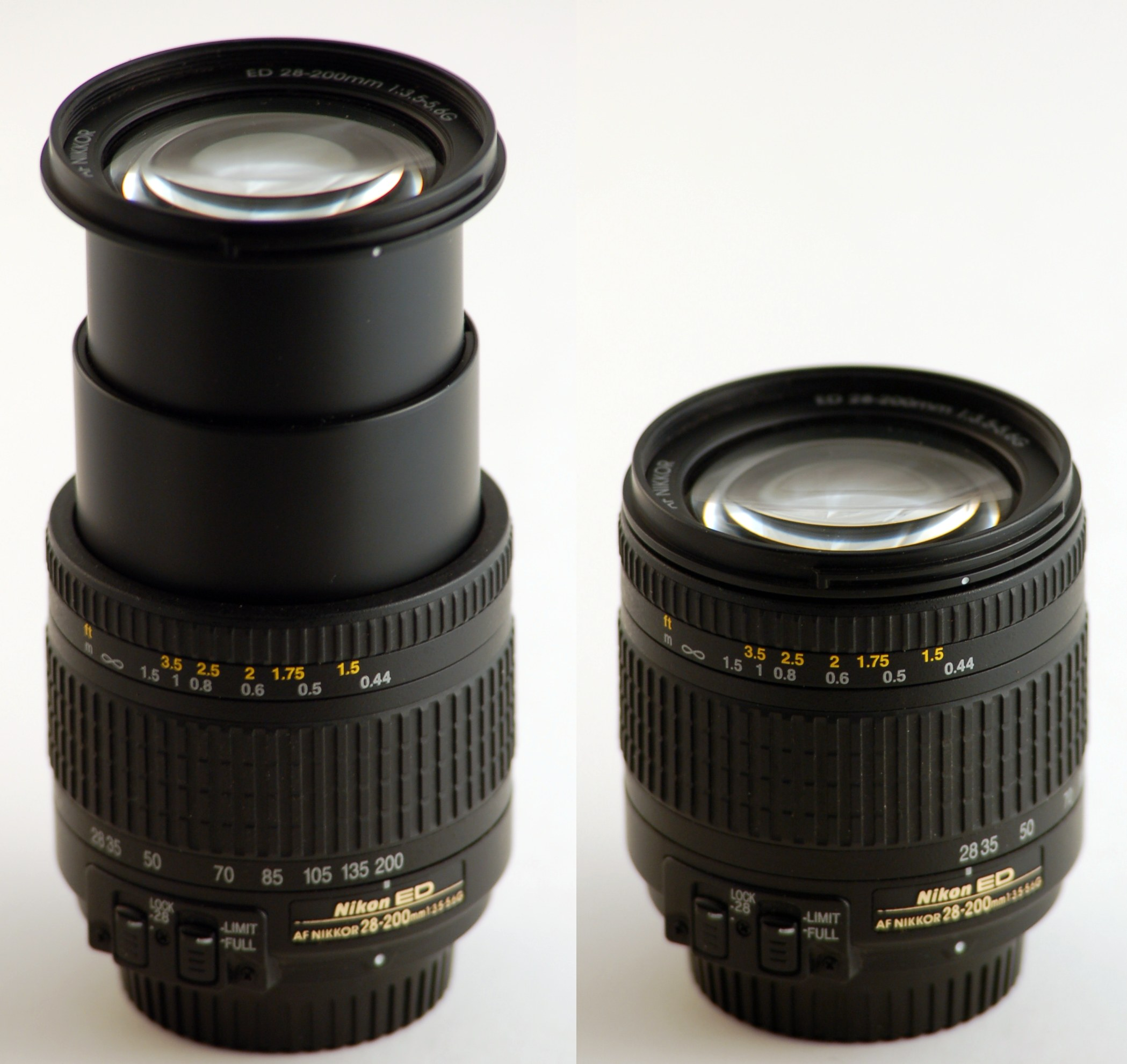
Objektiv Nikkon 28–200mm, vlevo při ohniskové vzdálenosti 200 mm a vpravo zmenšen na 28 mm

Práce se zoomem

Zoom [zúm] (česky přiblížení) je jeden z parametrů objektivu, jež značí schopnost objektivu přibližovat obraz. Pravý (optický) zoom lze též nahrazovat digitálně na úkor kvality obrazu. Přeneseně se také slovem zoom nazývají objektivy s proměnnou ohniskovou vzdáleností (jinak též transfokátor, pankratický objektiv). Pomocí jediného objektivu tak lze přecházet např. ze širokoúhlého snímku na snímek teleobjektivem. Daní za tuto univerzalitu bývá, v porovnání s objektivy pevné ohniskové vzdálenosti, složitější konstrukce, horší obrazové parametry, vysoká hmotnost a cena.
Změny ohniskové vzdálenosti dosáhneme přeskupováním (změnou vzájemné vzdálenosti) jednotlivých optických členů (čoček) v objektivu. Jednotlivé optické skupiny se přitom pohybují po šroubovicích s určitým stoupáním a tím se proti sobě posunují.

## Výpočet
Zvětšení je charakterizováno jako poměr nejdelší možné ohniskové vzdálenosti objektivu ku té nejkratší možné. Zoom 1× tedy značí, že se jedná o objektiv „bez zoomu“, který má zkrátka statický úhel záběru. Zoom 3× je obvyklý u objektivu kompaktních fotoaparátů, také jím disponují setové objektivy zrcadlovek – pro většinu záběrů totiž amatérskému fotografovi vyhovuje. U tzn. ultrazoomů je obvyklý zoom kolem 10×, kvalitní kamery potom zvětšují až 30×.
Zoom samotný není až tolik vypovídající – dva objektivy se stejným zoomem mohou mít zcela rozdílné ohniskové vzdálenosti. (Profesionální širokoúhlý objektiv Olympus má ohniskové vzdálenosti 11–22 mm – zoom 2×, zatímco existují i objektivy s ohniskovými vzdálenostmi 800–1600 mm – zoom též 2×)

## Dělení
Optický zoom
Je změna ohniskové vzdálenosti objektivu dosažená pomocí posunování čoček uvnitř objektivu. Jde o proces čistě fyzikální, podle zákonitostí optiky.
Digitální zoom
Jedná se o výpočet přiblíženého obrazu provedený fotoaparátem nebo programem na úpravu fotografií za použití digitálních algoritmů (S-Spline, Lanczos, Bikubická metoda, Mitchell). Používá se typicky ve fotoaparátech mobilních telefonů. Vždy to je ale metoda ztrátová, proto jí kvalitní přístroje nedisponují. U objektivů střední třídy se digitální zoom často instaluje jako doplněk zoomu optického.
Zoom ořezem
Vyplývá z faktu, že je-li snímek oříznut, vypadá při zvětšení, jako by byl pořízen objektivem s větší ohniskovou vzdáleností. Technologicky je tento postup obdobný digitálnímu zoomu, je však ještě méně kvalitní – snižuje se počet využitých obrazových bodů.

## Zoom efekt
Změna ohniskové vzdálenosti („zoomování“) během expozice vytvoří zajímavý efekt s rozmazanými okraji snímku a ostrým středem. Zoomování lze pro zvýšení efektu doplnit rotací. Používají se časy okolo 1/20 s.

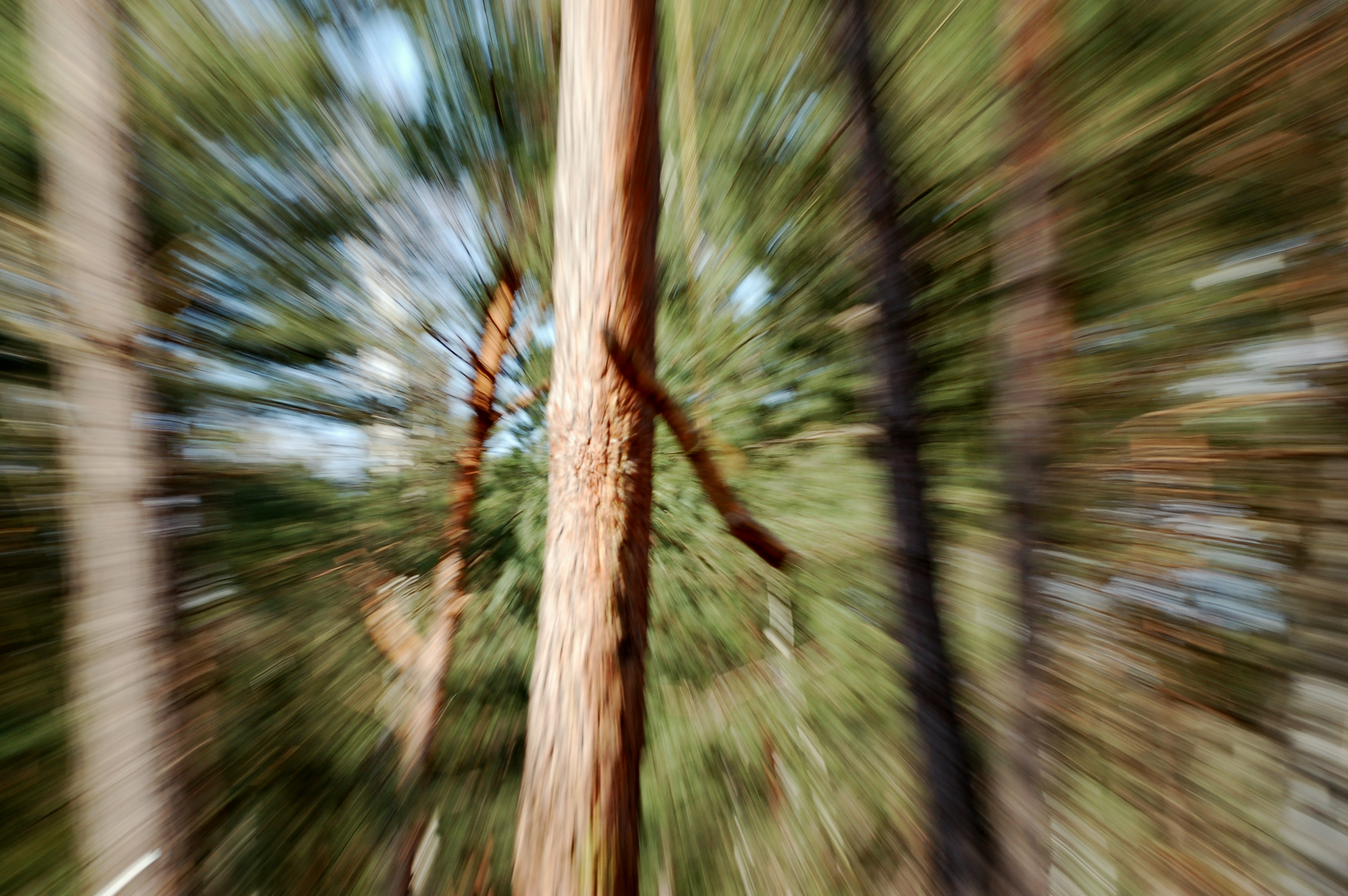
Změna ohniskové vzdálenosti („zoomování“) během expozice s časem 1/20 s
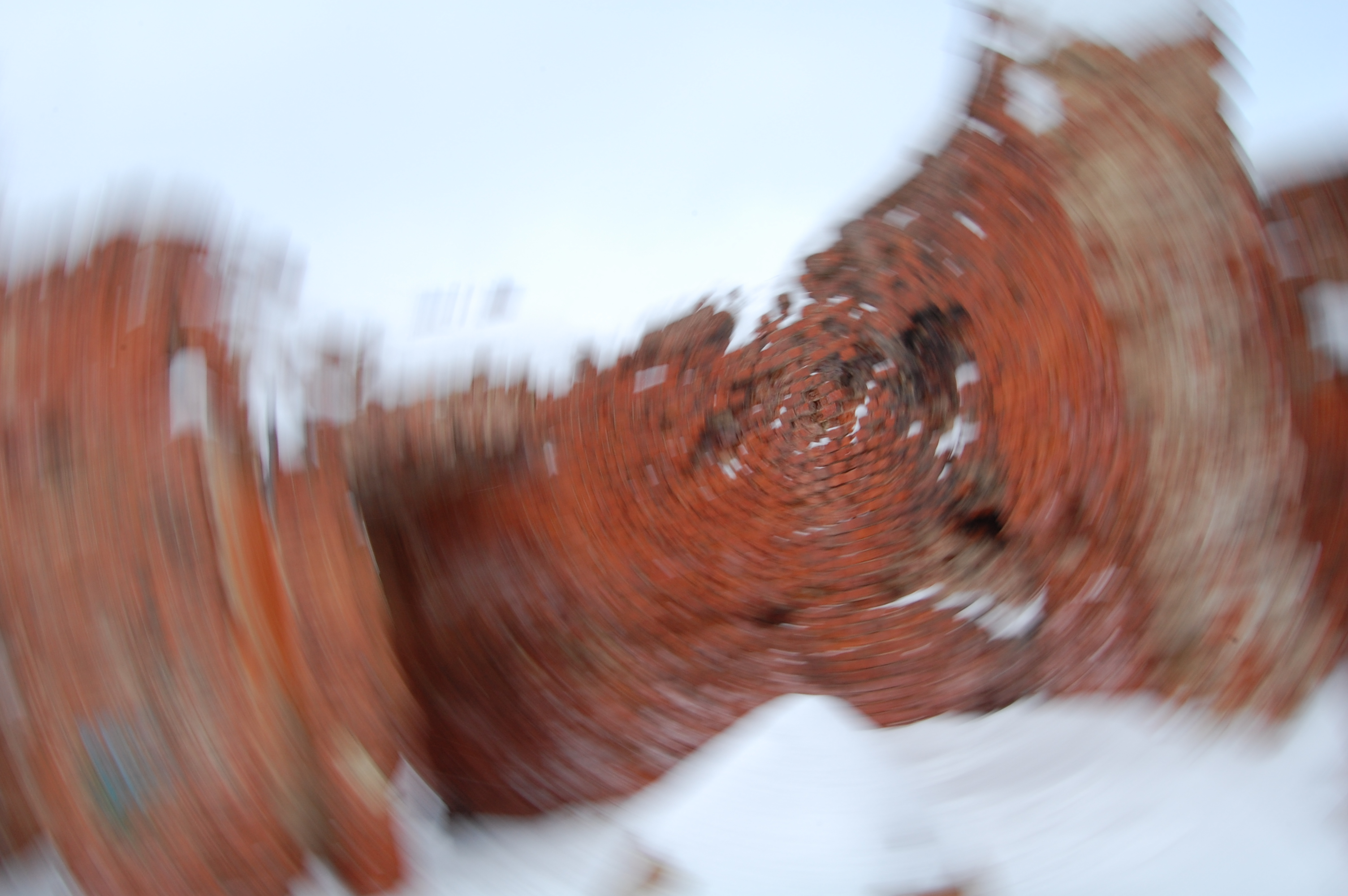
Zoomování z ruky zároveň s rotací aparátu s časem 1/25 s

## Jazyková poznámka
Anglický výraz zoom (zatím) není spisovným českým slovem a nemá kodifikovanou výslovnost, i když je běžně používaný a jsou z něj tvořeny další tvary (např. sloveso „zoomovat“). Nejčastější výslovnost je [zúm] podle angličtiny, gramaticky se slovo chová jako podstatné jméno vzoru hrad. Formálně správnější je v tomto kontextu použití výrazu transfokátor, případně opisu objektiv s proměnnou ohniskovou vzdáleností. Zcela přesný je pak technický výraz pankratický objektiv, ten je však málo známý.
Slovo zoom je ostatně v tomto významu hovorové i v angličtině, transfokátor či přibližovací objektiv se korektně nazývá „zoom lens“. Samotné zoom znamená primárně prudký pohyb, v souvislosti s obrazem se používají fráze zoom in („přiblížit“) a zoom out („oddálit“).